# Itadaki Street DS
Itadaki Street DS (いただきストリートDS) é um jogo eletrônico para a Nintendo DS criado pela Square Enix. Semelhante aos outros jogos da franquia Itadaki Street, Itadaki Street DS é um jogo do estilo Monopólio que possui alguns elementos da franquia Mario Party, devido à aparição de personagens da série Mario. Itadaki Street DS inclui personagens da série Dragon Quest da Square Enix e de Super Mario da Nintendo, muitas das quais foram redesenhadas para parecer mais jovens. O jogo foi o segundo crossover entre personagens da Nintendo e Square Enix. Os personagens vêm de uma variedade de jogos, e mesmo personagens menores são incluídos, como Yangus o ladrão heróico de Dragon Quest VIII: Journey of the Cursed King. O jogo foi lançado em 21 de Junho de 2007 apenas no Japão e em agosto de 2008 havia vendido 430 000 cópias.

## Jogabilidade
Os jogadores movem-se em torno do tabuleiro, comprando lojas e colecionando dinheiro de outras pessoas que pousam nos seus espaços de loja. Dependendo das circunstâncias, alguns jogadores podem tirar à força sobre os espaços das lojas de outro jogador, ou torná-los inativos por um turno. Os jogadores também podem deter acções de um bloco de espaços, de modo que eles sejam pagos quando alguém pousa em qualquer espaço do seu bloco, mesmo não lhes pertença.
Jogadores recebem bónus por subirem de nível, o que é feito passando quatro espaços especiais no tabuleiro (cada um marcado com um naipe - Paus ♣, Ouros ♦, Copas ♥ e Espadas ♠) e, em seguida, indo para o Banco. Se o jogador cair em um desses espaços especiais em vez de passar por eles, estes têm a chance de retirar aleatoriamente um "cartão de oportunidade", o qual afeta a jogabilidade ou um jogador. Normalmente, o objetivo é chegar a um determinado valor proprietário total e chegar ao Banco, ou fazer um jogador chegar à falência. Existe também um espaço especial denominado "Casino" onde ocorrem jogos temáticos de azar. [carece de fontes?]